# Danîlivka, Bereg
Danîlivka (în ucraineană Данилівка, maghiară Danilovka) este un sat în comuna Svoboda din raionul Bereg, regiunea Transcarpatia, Ucraina.

## Demografie
Componența lingvistică a localității Danîlivka
     Ucraineană (95,13%)
     Maghiară (3,45%)
     Rusă (1,22%)
Conform recensământului din 2001, majoritatea populației localității Danîlivka era vorbitoare de ucraineană (95,13%), existând în minoritate și vorbitori de maghiară (3,45%) și rusă (1,22%).